# The Prince of Avenue A
Pour plus de détails, voir Fiche technique et Distribution.
The Prince of Avenue A est un film muet américain de John Ford, sorti en 1920.

## Synopsis
Barry O'Connor, surnommé "le Prince de l'Avenue A" à cause de son allure de dandy, est le fils du politicien Patrick O'Connor. Ce dernier soutient William Tompkins pour son élection à la mairie, mais, quand la fille de Tompkins, Mary, expulse Barry d'une soirée, O'Connor se met en colère et le candidat, de peur de perdre les élections, insiste pour que Mary aille avec Barry au bal du district. Quand le rival de Tompkins pour les élections, Edgar Jones, insulte Mary au bal, Barry la protège. Elle réalise alors que son escorte est plus qu'un dandy, et ils tombent amoureux l'un de l'autre.

## Fiche technique
- Titre original : The Prince of Avenue A
- Réalisation : John Ford
- Scénario : Charles J. Wilson
- Photographie : John W. Brown
- Production : Carl Laemmle
- Société de production : The Universal Film Manufacturing Company
- Société de distribution :  The Universal Film Manufacturing Company
- Pays de production :  États-Unis
- Langue originale : anglais
- Format : noir et blanc — 35 mm — 1,33:1 — Muet
- Genre : Comédie dramatique
- Durée : 50 minutes (5 bobines)
- Date de sortie :
  - États-Unis : 23 février 1920

## Distribution
- James J. Corbett : Barry O'Connor
- Richard Cummings : Patrick O'Connor
- Mary Warren : Mary Tompkins
- Harry Northrup : Edgar Jones
- Cora Drew : Mary O'Connor
- Frederick Vroom : William Tompkins
- Mark Fenton : le père O'Toole
- George Fisher : Reggie Vanderlip
- John Cooke : le majordome
- Lydia Yeamans Titus : la bonne

## Autour du film
- Ce film est présumé perdu selon Silent Era.
- C'est Rex Ingram qui, au départ, devait diriger ce film